# Xysticus lalandei
Xysticus lalandei är en spindelart som först beskrevs av Jean Victor Audouin 1826.  Xysticus lalandei ingår i släktet Xysticus och familjen krabbspindlar. Inga underarter finns listade i Catalogue of Life.